# Gangalandi
I Gangalandi o Conti di Gangalandi furono un'antica famiglia feudale e consorteria fiorentina originaria di Lastra a Signa.

Stemma dei Gangalandi con il leone rosso ghibellino

## Storia

### Origini familiari e del nome Gangalandi

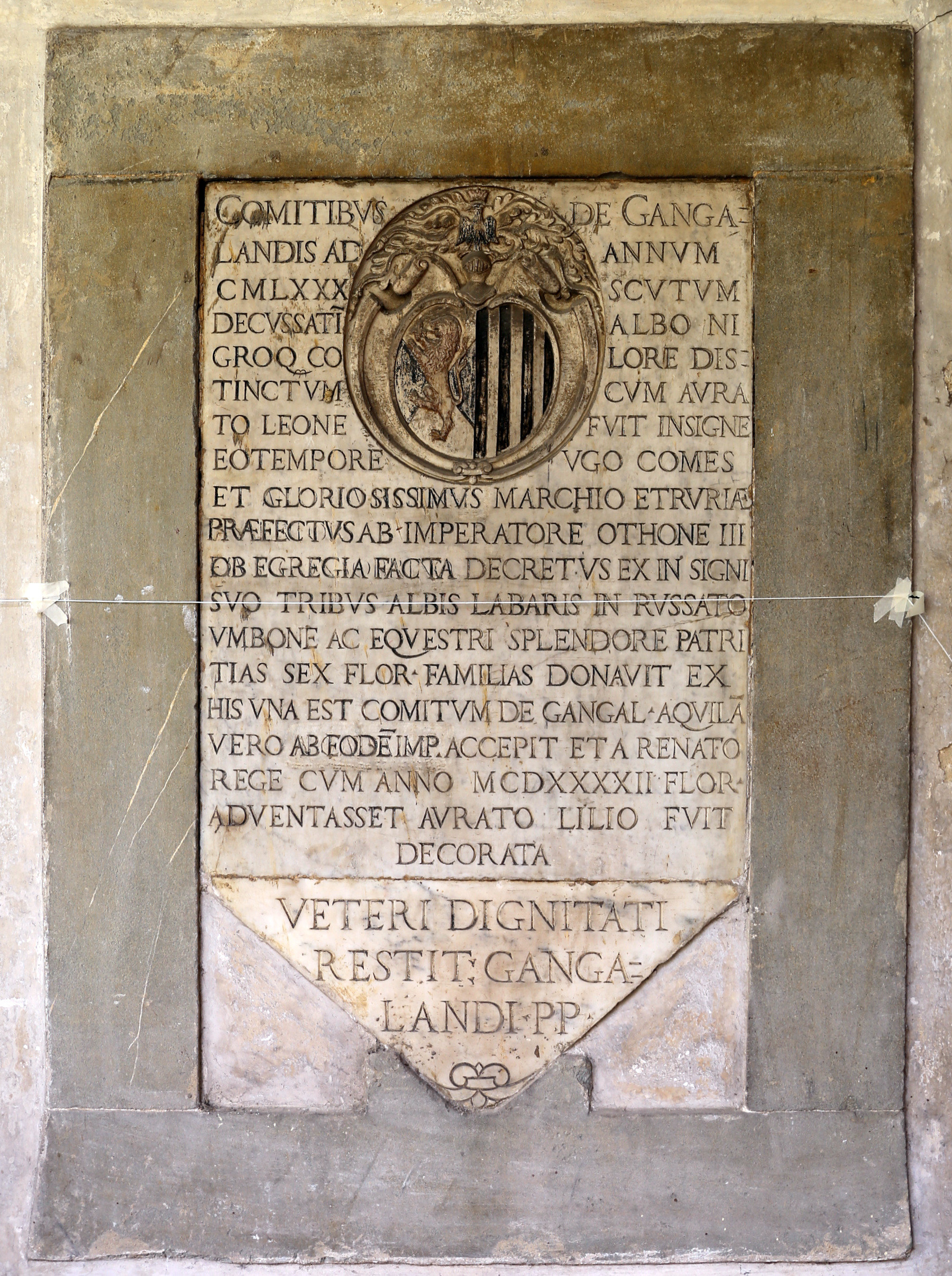
Lapide che ricorda l'investitura a cavalieri degli antenati dei Conti di Gangalandi da parte di Ugo II di Toscana nel 980

La tradizione, legata alla leggenda di Ugo II di Toscana, vuole gli antenati dei Gangalandi tra le famiglie insignite del titolo di cavaliere dal margravio di Toscana. Le famiglie stesse adottarono, con alcune variazioni, lo stemma rosso-argenteo di Ugo nelle proprie armi, in segno dell'onore ricevuto. All'interno della Badia Fiorentina, fatta costruire da Willa di Toscana, la madre di Ugo, è presente una lapide che ricorda l'anno 980, quando avvenne la suddetta investitura. Il fatto è rammentato anche da Dante nella Divina Commedia, canto XVI del Paradiso:
A Sigismondo di Bonifacio si attribuisce il ruolo di capostipite dei Conti di Gangalandi, origine del nome della famiglia lastrigiana. Sigismondo, legato ai nobili Cadolingi e imparentato con gli Adimari, è uno dei contraenti di un atto notarile del 1108. 
La prima testimonianza del nome dei Gangalandi risale proprio a tale documento, dove si attesta che alcuni componenti della famiglia fiorentina Adimari e altri legati alla nobiltà dei Cadolingi di Fucecchio, tra cui proprio Sigismondo, donavano terreni e beni alla chiesa di San Martino e alla chiesa di San Michele presso Gangalandi, in quanto consapevoli che loro parenti e uomini nel passato avevano sottratto ingiustamente decime e beni che sarebbero spettati a tali chiese.
Le due famiglie erano infatti proprietarie di vaste terre in questa zona di Gangalandi, cioè "Gangland", dal tedesco "terra o paese di passaggio", compresa tra il Rimaggio e la Gonfolina, nell'attuale territorio di Lastra a Signa. Tale donazione e intenti collaborativi vennero instaurati solo in seguito ad un atto di forza da parte dei fiorentini: la presa del castello di Monte Orlando, nel 1107, durante l'espansione nel contado del comune di Firenze. Alla vana difesa del castello sembra ergersi un certo Arnolfo di Gangalandi.

### I secoli successivi al XII
I Gangalandi, pur non risiedendo nel capoluogo fiorentino, sono annoverati spesso tra i protagonisti delle vicende politiche cittadine, in particolare negli scontri tra Guelfi e Ghibellini, che comportarono a più riprese l'esilio dei membri della famiglia da Firenze. I Gangalandi parteciparono nel 1216 agli episodi che portarono all'assassinio di Buondelmonte de' Buondelmonti, evento che Dante indica più volte come la scintilla che portò la città a spaccarsi nelle due fazioni rivali. Membri della famiglia parteciparono anche a vere e proprie campagne militari come la battaglia di Campaldino del 1289 o la discesa in Italia dell'imperatore Enrico VII di Lussemburgo nel 1311. Proprio in quest'ultimo evento però Scolaio de' Gangalandi risulta tra quelli che l'imperatore condannò per opposto movimento politico, in quanto il gangalandino rimase nella città fiorentina a difendere il libero comune dall'autorità imperiale. Michele Gangalandi invece, una volta terminate le continue lotte tra le fazioni, divenne notaio delle Riformagioni a Firenze tra il 1334 e il 1354.
I Gangalandi, nonostante le vicende che li vedono protagonisti a Firenze, rimasero però sempre legati al territorio lastrigiano: a loro si attribuisce un atto di vendita ai monaci della Badia a Settimo di terreni, una pescaia e un porto, stipulato nel 1254 da Filippo e Corso de' Conti di Gangalandi. Da tali agglomerati urbani si svilupperà il borgo di Ponte a Signa, centro strategico per lo sviluppo del comune. Il nome della famiglia resterà legato sia a San Martino a Gangalandi, sede appunto di un comune e di una lega formata dai principali popoli dei pievieri della zona, che al castello di Lastra a Gangalandi, che solo nel 1821 cambierà denominazione per la vicinanza con Signa.
Ad inizio XV secolo Matteo de' Conti Gangalandi fu committente di importanti lavori artistici all'interno della basilica di Santa Maria del Carmine. Il nobile tuttavia fu l'ultimo del principale ramo dei conti, in quanto morì senza aver generato alcun erede.

### I Dandi di Gangalandi

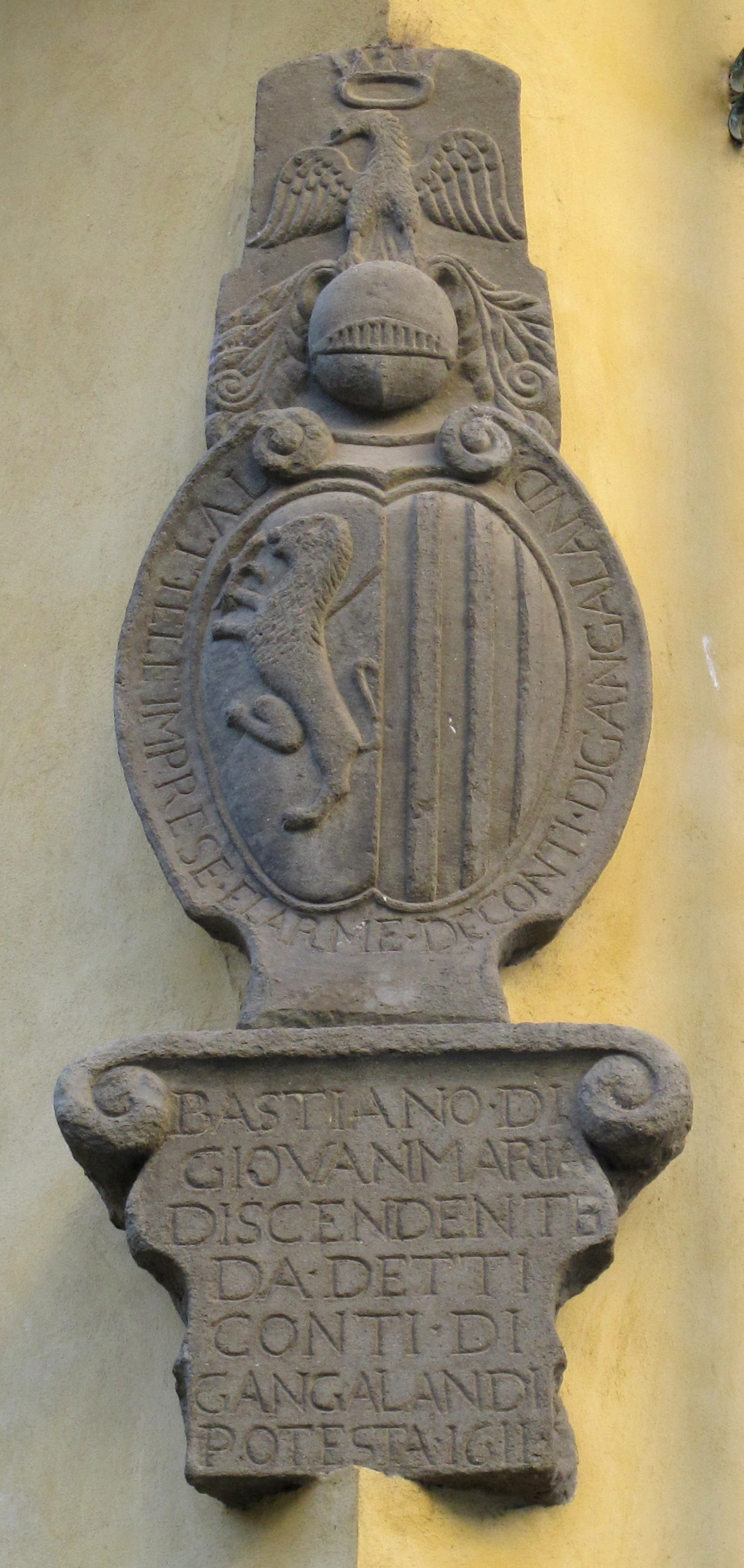
Stemma dei Dandi di Gangalandi sul palazzo del Podestà di Lastra a Signa

Nonostante l'estinzione del ramo principale portatore del titolo di Conte di Gangalandi, la linea dinastica continuò probabilmente attraverso rami cadetti o collaterali nel contado fiorentino e, più in generale, in Toscana.
Cenni dell'eredità del titolo si hanno con i Dandi di Gangalandi o Dandi de' Conti di Gangalandi, chiamati anche solo Conti di Gangalandi tralasciando il cognome Dandi, così da rimarcare la propria ascendenza nobile.
Si evince dallo stemma presente sulla facciata del palazzo del Podestà di Lastra a Gangalandi, che Bastiano de' Conti di Gangalandi fu podestà mediceo del comune nel 1611, mentre suo padre, Giovanmaria, aveva assunto il ruolo di podestà di Serravalle Pistoiese nel 1609. Lo stemma citato però, nonostante l'iscrizione "de' Conti di Gangalandi", non presenta il colore della prima partizione semplice d'oro, come quello del ramo principale, ma inquartato in decusse d'argento e di nero col leone d'oro tenente un giglio dello stesso. Il giglio fu concesso alla famiglia per l'uso sull'arme dal re di Napoli Renato d'Angiò nel 1442. Questo è appunto l'arme dei Dandi di Gangalandi, famiglia che risulta tra quelle avente membri insigniti del granducale Ordine di Santo Stefano papa e martire fondato da Cosimo I de' Medici.
Fausto Dandi di Gangalandi nel 1746 ereditò Villa Gangalandi Lancellotti da Domenico Gangalandi, fatta costruire a Roma nel 1737 dal padre di Domenico, un ricco estrattore di allume delle miniere dello Stato Pontificio di nome Fortunato Gangalandi. Fausto ospitò più volte papa Clemente XIV presso la chiesina annessa alla villa, eventi ricordati da una lapide del 1772.
Nel 1782 Fausto e Fortunato presentarono la richiesta per l'ammissione al patriziato fiorentino, titolo ora vincolato al regolamento disposto dalla nuova dinastia Asburgo-Lorenese, salita sul trono toscano con Francesco Stefano di Lorena. La famiglia Dandi, riconducibile ai conti Dandi di Gangalandi, è iscritta su uno dei libri d'oro della nobiltà fiorentina.
A Roma il libro d'oro dell'Archivio Storico Capitolino testimonia che Fausto e Fortunato Dandi Gangalandi vennero reintegrati nella nobiltà romana tramite "Senatus Consulto del 26 Luglio 1802 [...] redinte vigore Rescripti S.M. Pio VII" del giorno 1 Febbraio 1802, in quanto eredi anche del ramo dei Gangalandi che si era insediato nello Stato Pontificio. Nel 1816 Fortunato Dandi Gangalandi fu eletto Conservatore di Roma.

## Mecenatismo
Fra le committenze artistiche più rilevanti si ricordano: 
- quella di Matteo de' Gangalandi, che ad inizio '400, commissionò a Gherardo Starnina la decorazione della cappella di San Girolamo a Carmine, parte della basilica dove alla fine del secolo precedente fu sepolto il padre Tommaso di Guidone de' Conti di Gangalandi;
- la Madonna dei Gangalandi, è la tavola rappresentante la Madonna col Bambino risalente anch'essa al XV secolo conservata presso il museo Vicariale di Arte Sacra di San Martino a Gangalandi. Attribuita a Jacopo del Sellaio fu probabilmente commissionata dai Gangalandi in occasione di un matrimonio, come suggerisce la scritta Ave Gratia Plena Dominus posta, sul gradino della base della cornice, tra gli stemmi dei Gangalandi e di un'altra famiglia tra i Davanzati, Guerrazzi e Riccialberti (tutte e tre le famiglie hanno infatti nell'arme un leone d'oro su campo azzurro);
- l'altare dei Conti di Gangalandi all'interno della pieve di San Martino a Gangalandi, che andò distrutto nel corso del saccheggio della Lastra del 1529, durante dell'assedio di Firenze, allorché Bastiano di Giovanmaria de' Dandi di Gangalandi lo fece sostituire il 12 aprile 1612 con la tuttora presente edicola recante la tela dell'Annunciazione attribuita al Passignano. Nel 1610 fu lo stesso Bastiano (o Sebastiano) a ristrutturare la tomba del suo antenato Guidone, presso la basilica di Santa Maria del Carmine.

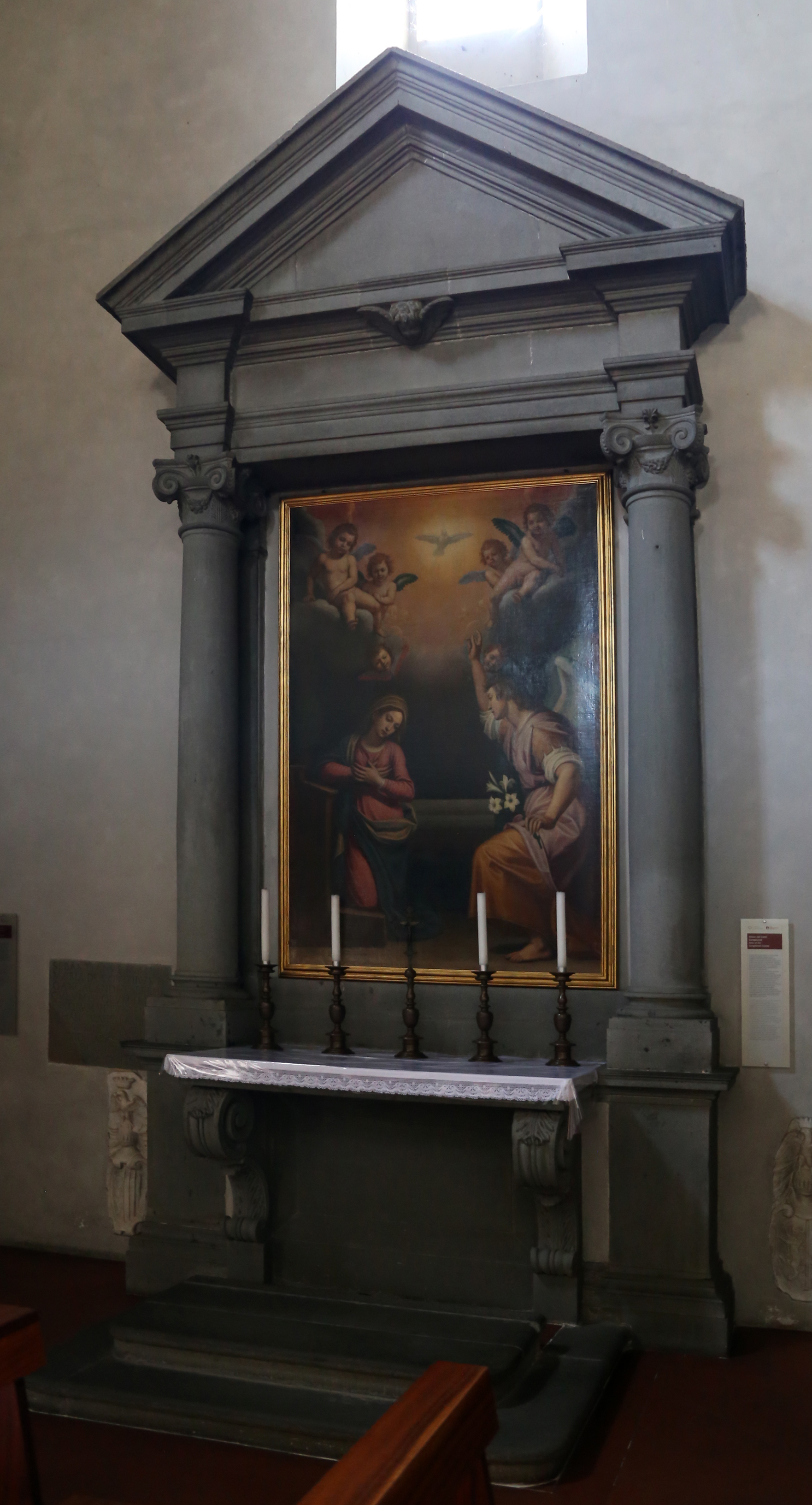
L'altare dei Conti Gangalandi nella pieve di San Martino con la tela del Passignano
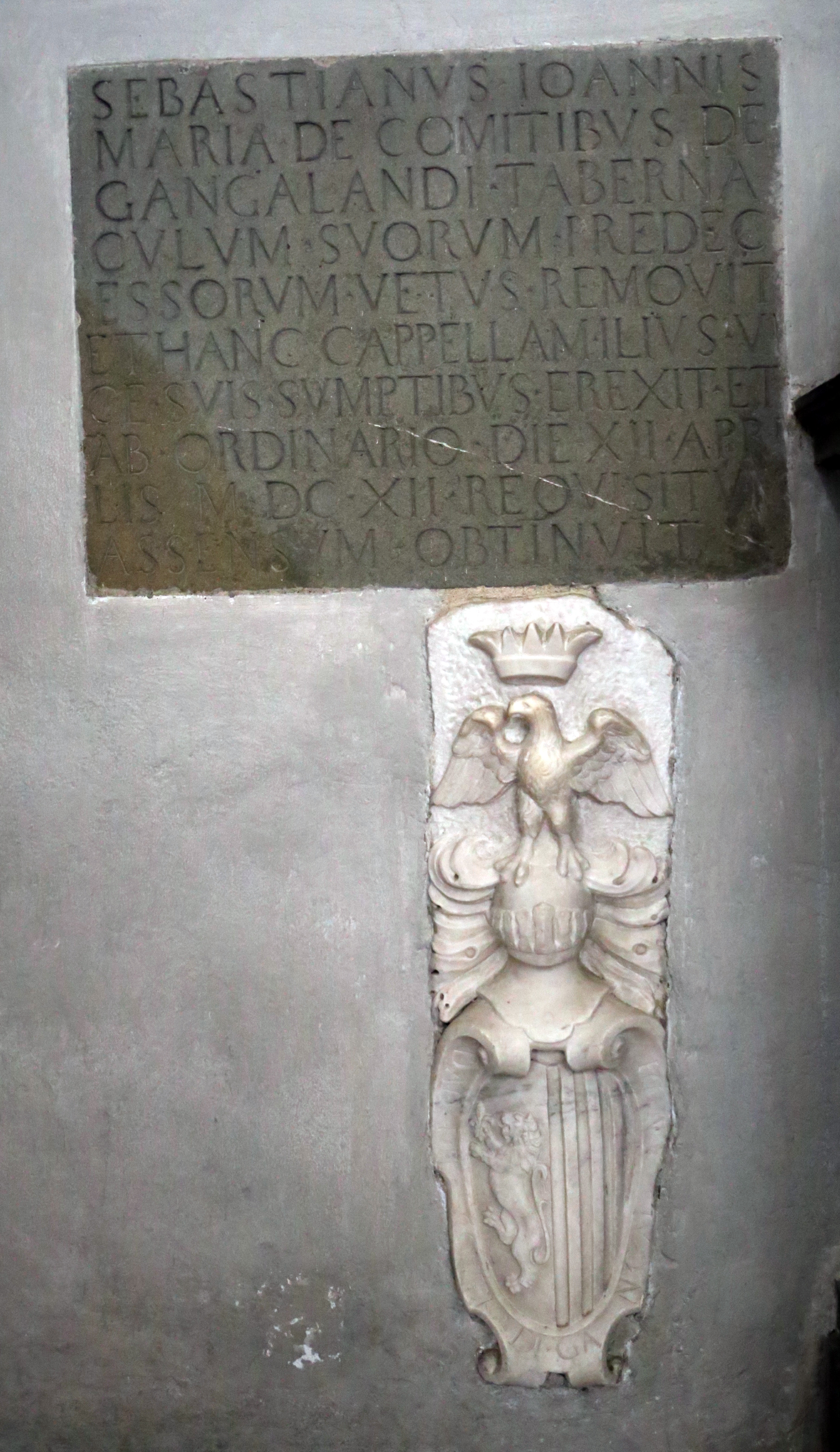
Lo stemma dei Gangalandi e l'iscrizione che riporta gli interventi effettuati da Sebastiano, detto Bastiano, nel 1612
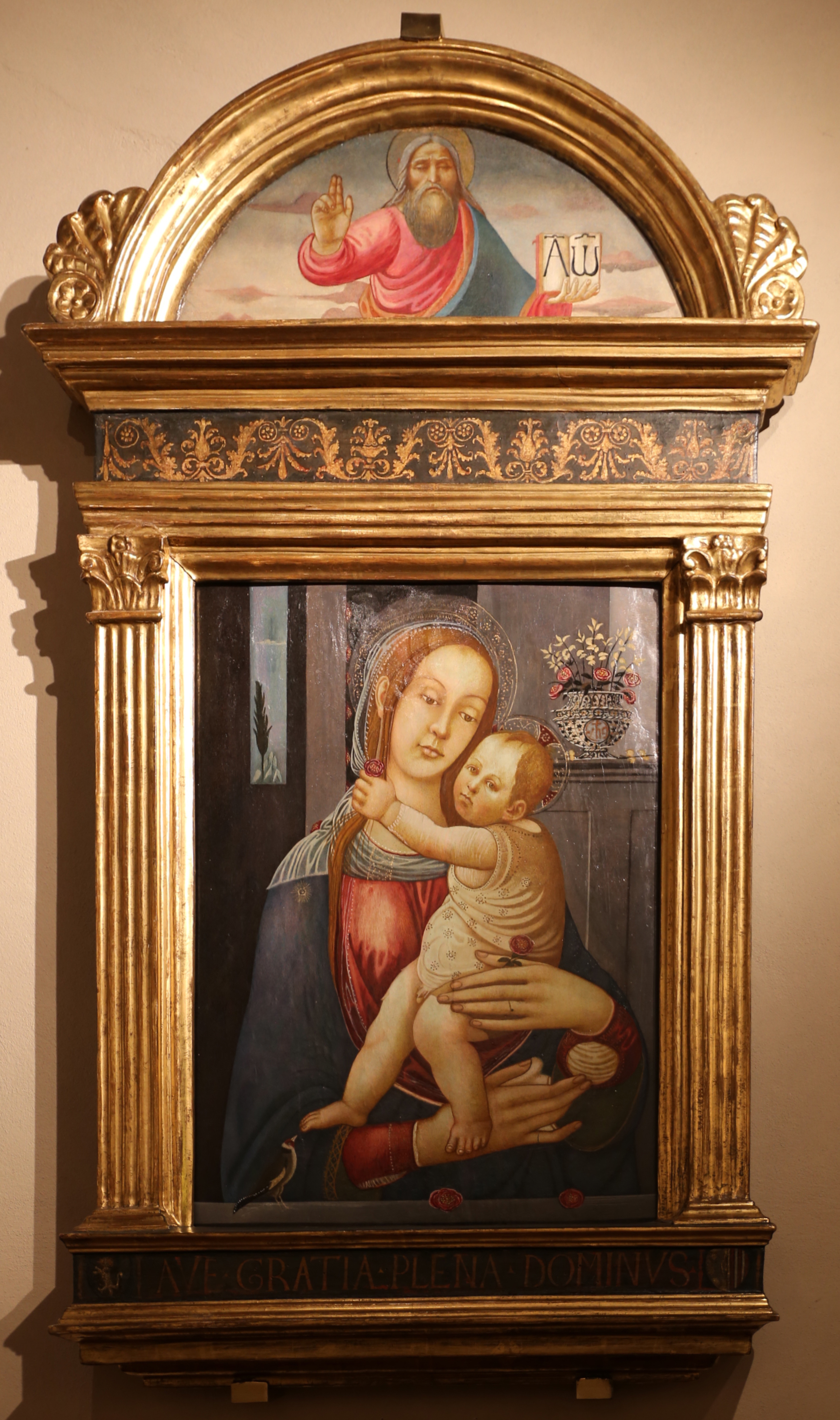
La Madonna dei Gangalandi, all'interno del museo Vicariale di Arte Sacra di San Martino a Gangalandi
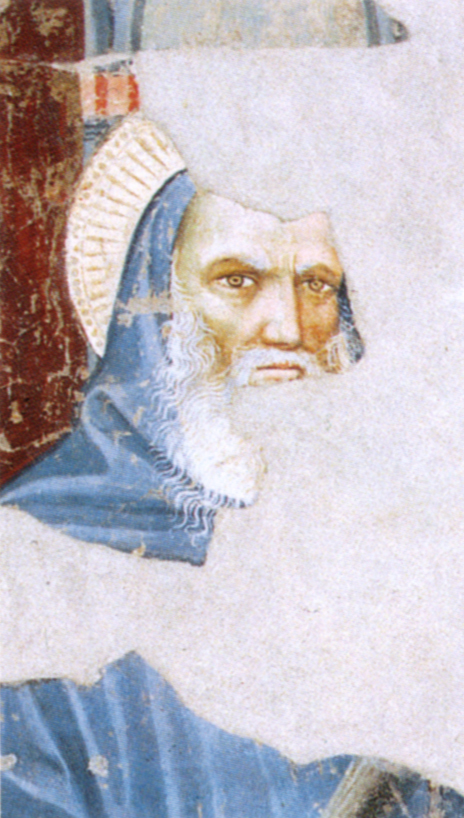
Particolare di San Benedetto, frammento delle storie decorative della cappella di San Girolamo a Carmine
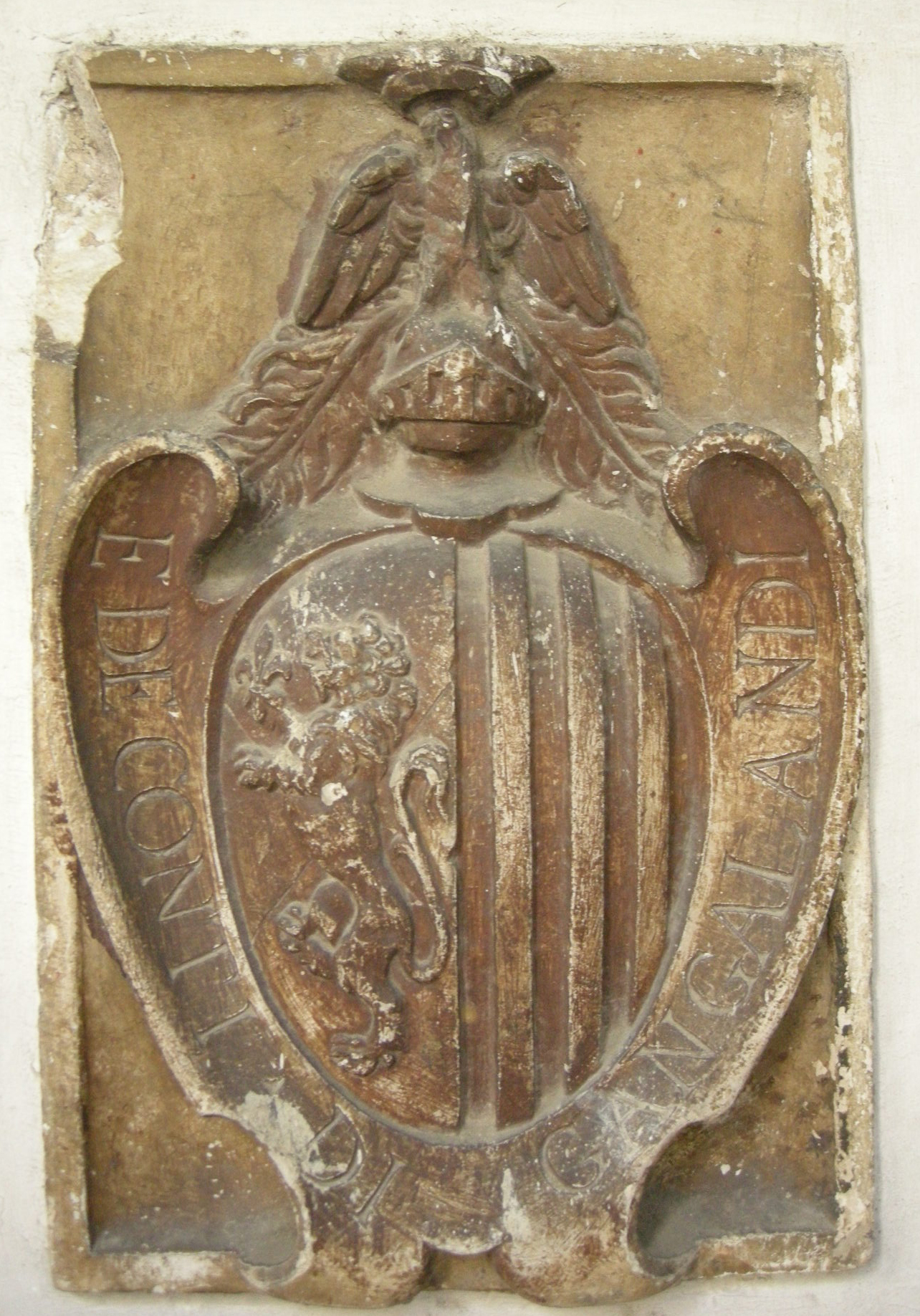
Stemma di Bastiano de' Dandi di Gangalandi nel chiostro della chiesa di Santa Maria del Carmine, aggiunto dopo il restauro effettuato sulla tomba di Guidone de' Conti di Gangalandi

### Villa Gangalandi Lancellotti
Villa Gangalandi Lancellotti, situata a Roma, fu costruita nel 1737 da Fortunato Gangalandi, ricco estrattore di allume delle miniere dello Stato Pontificio. A fianco dell'edificio residenziale, sorto probabilmente ristrutturando un vecchio casolare preesistente del XVI secolo, venne costruita una chiesina dedicata alla Beata Vergine Maria ed a San Filippo Neri che fu, proprio come il conte gangalandino Fortunato, fiorentino d'origine ma romano d'adozione. Alla sua morte la villa passò al figlio Domenico che però morì senza discendenti, venendo quindi ereditata da Fausto Dandi Gangalandi nel 1746. La villa passò poi, nel 1806, al fratello Fortunato Dandi Gangalandi, che in seguito nel 1813 designò come erede suo nipote il conte Filippo Della Porta Rodiani. Successivamente la villa passò prima ai principi Massimo ed infine alla famiglia Lancellotti, da cui il secondo nome della dimora.
L'edificio principale della villa, della quale rimane solo un casino nobile situato di fronte all'ingresso del parco di Villa Ada nel quartiere Parioli, fu demolito nel 1929 insieme alla cappella annessa a causa dell'urbanizzazione della zona. Stessa sorte toccò al vasto giardino, in cui era immersa, ora per la grandissima parte scomparso, che si estendeva da via Salaria all'attuale piazza Verbano. L'esterno dell'unico casino superstite risulta molto semplice sia dal punto di vista decorativo che architettonico, mentre l'interno si presenta riccamente decorato da affreschi di reperti archeologici e di paesaggi attestati a Paolo Anesi e datati intorno al 1740.

## Armoriale
L'arme della famiglia Gangalandi in tutte le sue versioni ha sempre un elemento ricorrente: il palato di rosso e d'argento di Ugo II di Toscana, origine del titolo nobiliare cavalleresco, presentando la sola differenza di un numero di pali rosso-argentei differente. Spesso lo stemma si trova timbrato del tipico elmo da famiglia nobile e dell'aquila coronata imperiale, mentre lo scudo partito è usualmente arricchito, nella prima sezione, da un leone, simboleggiante l'appartenenza della famiglia alla fazione ghibellina. La prima sezione della partizione a seconda del ramo familiare può essere semplice o inquartata decussata, in vari colori; così come il leone, che può variare sempre colore, ha la zampa libera o tenente un giglio d'oro, concesso da Renato I di Napoli nel 1442.

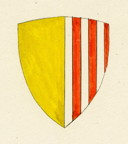
Stemma de' Conti di Gangalandi
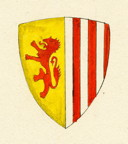
Stemma de' Conti di Gangalandi arricchito dal leone rosso ghibellino
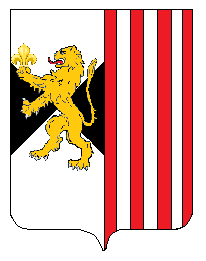
Stemma inquadrato decussato d'argento e di nero dei Dandi de' Conti di Gangalandi
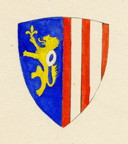
Stemma d'azzurro dei Dandi di Gangalandi, simile a quello presentato da Fausto e Fortunato Dandi (Gangalandi) al patriziato fiorentino

Altri stemmi di antenati, rami collaterali o cadetti dei Gangalandi in Toscana.

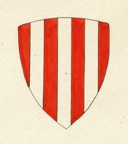
Stemma dei Conti De' Gangalandi, ricalcante quello di Ugo II di Toscana
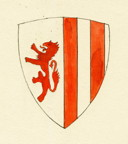
Stemma dei Gangalandi con la prima parte della partizione d'argento
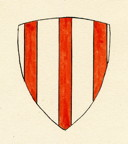
Stemma dei Gangalandi Galassi
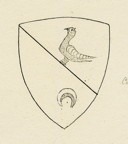
Stemma dei Gangalandi in Santo Spirito

Un'arme che si discosta maggiormente da quella tradizionalmente legata alla casata gangalandina venne invece presentata da Fausto e Fortunato Dandi Gangalandi nella richiesta di reintegrazione nella nobiltà romana.

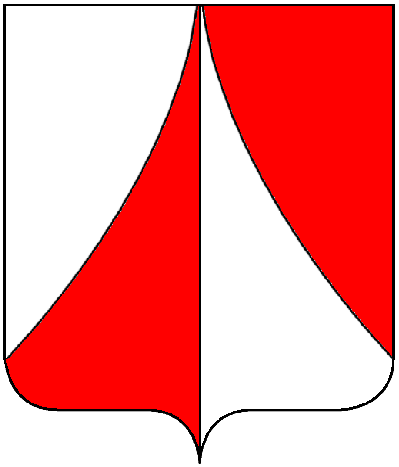
Stemma dei Dandi Gangalandi di Roma